# Mērsrags Fyrtårn
Mērsrags Fyrtårn (lettisk: Mērsraga bāka) er et fyrtårn i Mērsraga novads på Mērsrags huk ved Rigabugtens bred, omtrent 3½ kilometer fra landsbyen Mērsrags.
Fyrtårnet fremstilledes i Frankrig og blev sejlet til Mērsrags og samlet på stedet. Selve fyrtårnsbygningen stod færdig i 1875, hvor også lyset blev tændt. Under 1. verdenskrig blev selve lysgivningsapparatet ført væk til Rusland, mens selve tårnet blev hårdt medtaget af beskydning. I 1920 tændtes lyset atter i et seks meter højt midlertidigt fyrtårn opført i træ. I 1922 afsluttedes genopførslen af det oprindelige fyrtårn, denne gang på et betonfundament.
Fyrtårnet er et 19 meter højt rundt hvidmalet støbejernstårn på et fundament af beton og med galleri og lanterne. Lyselementet sidder 26 m.o.h., lyser hvidt, er synligt på 17 sømils afstand, og lyser i 0,10 sekund med 4,90 sekunders mellemrum. Fyrtårnet er tændt hele året rundt under mørketid. I 2006 udgav Latvijas Pasts et frimærke med fyrtårnet som motiv.